# Christian Pakusch
Christian Pakusch (* 31. Januar 1984 in Ratingen) ist ein deutscher Politiker (CDU) und Bürgermeister der Stadt Willich.

## Beruflicher Werdegang
Nach Abitur und Zivildienst in Willich studierte Pakusch von 2004 bis 2014 Rechtswissenschaften an der Universität zu Köln. Er beendete das Studium ohne Abschluss. In dieser Zeit kandidierte er erfolglos für die Fakultätsvertretung der Rechtswissenschaftlichen Fakultät.
Neben Schule und Studium arbeitete Christian Pakusch von 1999 bis 2007 als Aushilfe bei einem örtlichen Gartencenter. Im Jahr 2013 legte er – begleitet durch dieses Gartencenter – seine Prüfung zum Groß- und Außenhandelskaufmann ohne vorherige Berufsausbildung im Rahmen einer Externenprüfung ab.
Ab 2007 arbeite Pakusch nach eigenen Angaben als Studentischer Mitarbeiter im Viersener Wahlkreisbüro des Bundestagsabgeordneten Uwe Schummer - auf der Homepage des Abgeordneten wird er ab 2012 als Mitarbeiter geführt.
Von 2017 bis 2019 studierte er Wirtschaftsrecht an der Euro-FH, einer Fernuniversität in Hamburg und erwarb den Bachelor of Laws. Anschließend macht er den Master of Laws in Wirtschaftsrecht an der Hamburger Fernhochschule.

## Partei
Von 2002 bis 2010 engagierte sich Pakusch als Vorsitzender der Jungen Union in Willich. Von 2009 bis 2014 war er zusätzlich Stellvertretender Vorsitzender der Willicher CDU. Im Jahr 2004 wurde Pakusch erstmals über die Reserveliste der CDU in den Willicher Stadtrat gewählt, dem er bis zu seiner Wahl zum Bürgermeister im Jahr 2020 angehörte. Von 2014 bis 2020 gehörte er zudem dem Kreistag des Kreises Viersen an.
Zwischen 2014 und 2017 war er Geschäftsführer der CDU Willich, während der Bundestagsabgeordnete Uwe Schummer - für den Pakusch zeitgleich weiter als Studentischer Mitarbeiter tätig war - ihr Vorsitzender war. Als Geschäftsführer verantwortete er den Kommunalwahlkampf 2014, bei der die CDU in Willich im Vergleich zur vorherigen Kommunalwahl 10,42 Prozentpunkte einbüßte.
2017 wurde Pakusch ohne Gegenkandidaten mit 69,84 Prozent der Stimmen zum Vorsitzenden des CDU-Stadtverbandes Willich gewählt.
Im Jahr 2020 kündigte Pakusch seine Bewerbung um die Bürgermeisterkandidatur der CDU Willich bei der nächsten Kommunalwahl an. Der scheidende Bürgermeister Josef Heyes hatte sich kurz zuvor für einen anderen Kandidaten ausgesprochen.
Im Vorfeld der parteiinternen Entscheidung wuchs die Zahl der Willicher CDU-Mitglieder innerhalb weniger Wochen um 50 Prozent auf mehr als 750 Mitglieder. Recherchen der Rheinischen Post brachten ans Licht, dass dabei die Mitgliedsbeiträge zahlreicher Neumitglieder von Dritten bezahlt wurden, was laut Einschätzung der Parteienrechtlerin Sophie Schönberger ein "schmutziger Klassiker" ist, der "demokratisch nicht gewollt, aber erlaubt" sei. Welcher Kandidat von den gekauften Stimmen profitierte, blieb bei der Recherche offen.
Auf dem entscheidenden Parteitag erhielt Pakusch 338 Stimmen, was 69 Prozent entsprach, während sein Gegenkandidat 150 Stimmen erhielt.
Im folgenden Bürgermeisterwahlkampf erhielt die CDU Willich eine Parteispende in Höhe von 51.855,65 Euro vom lokalen Messebauunternehmen Klartext GmbH, die gemäß § 25 Abs. 3 Satz 2 und 3 des Parteiengesetzes dem Bundestagspräsidenten angezeigt wurde und als Bundesdrucksache veröffentlicht wurde. Es war eine von bundesweit nur 23 Parteispenden von über 50.000 Euro, die in diesem von der Coronapandemie geprägten Jahr an die Parteien gingen.

## Bürgermeister
Bei der Kommunalwahl 2020 wurde Christian Pakusch zum hauptamtlichen Bürgermeister der Stadt Willich gewählt.
In der ersten von Pakusch als Bürgermeister geleiteten Ratssitzung, wurde bei der Wahl seiner ehrenamtlichen Stellvertreter, unter Nichtbeachtung des Höchstzahlverfahrens der eigentlich unterlegene Kandidat als Vizebürgermeister vereidigt. Erst nach Einschreiten der Kommunalaufsicht, wurde die tatsächlich gewählte Bewerberin zur Vizebürgermeisterin ernannt. Im Wahlverfahren hatten mehrere Mitglieder einer Listenverbindung aus CDU, SPD und FDP ihre Stimme für die Kandidatin der Grünen abgegeben.
Bundesweit in den Medien war Pakusch am 10. November 2023 durch einen Beitrag der heute-show. Auf die Frage eines WDR-Reporters, ob man sich in der Stadt Willich den Rechtsanspruch auf einer Kindergartenplatz "in die Haare schmieren" könne, antwortete Pakusch mit "Ja".
Im Januar 2025 wurde Pakusch von seiner Partei für eine Wiederwahl als Bürgermeister nominiert.

## Privates
Pakusch ist verheiratet und hat eine Tochter.
Pakusch stammt nach eigenen Angaben von Flüchtlingen aus Schlesien und Ostpreußen ab. In einer Podiumsdiskussion an einer Willicher Schule im April 2024 behauptete er deshalb: „Vor Ihnen steht also ein waschechter Flüchtling“.